# Péter Kozma
Péter Kozma (Solothurn, Suiza; 16 de mayo de 1961 – 29 de noviembre de 2023) fue un esquiador alpino húngaro, de origen suizo.

## Carrera
Participó en dos eventos en los Juegos Olímpicos de Sarajevo 1984 donde en la prueba de eslalon gigante no pudo finalizar luego de participar en el primer hit eliminatorio. En la prueba de slalom llegó hasta la ronda final luego de superar las dos pruebas clasificatorias y finalizó en el lugar 18 entre 101 participantes.